# Naum Michajlovič Trachtenberg
Naum Michajlovič Trachtenberg (Odessa, 28 novembre 1909 – Mosca, 25 dicembre 1970) è stato un regista sovietico.

## Filmografia parziale

### Regista
- Soroka-vorovka (1958)
- Vystrel (1966)